# Donja Vrijeska
Donja Vrijeska – wieś w Chorwacji, w żupanii bielowarsko-bilogorskiej, w gminie Đulovac. W 2011 roku liczyła 76 mieszkańców.